# Ulrik Schramm
Ulrik Schramm (* 1912 in Reichenbach im Vogtland; † 1995) war ein deutscher Werbegraphiker und Illustrator.

## Leben und  Schaffen
Schramm absolvierte ein Studium an der Akademie für Kunstgewerbe in Dresden; zu seinen Lehrern gehörten Georg Erler und Arno Drescher. In den 1960er und 1970er Jahren war er als Grafiker für die Hoesch-Werke tätig. Den größten Teil seines künstlerischen Werkes machen Illustrationen und Umschlagentwürfe für zahlreiche belletristische Werke und Sachbücher aus.
Neben Kinderbuchillustrationen machte Schramm sich durch seine Grafiken für Kalender und Bücher des Dortmunder Hoesch-Konzerns einen Namen. 

## Werke (Auswahl)
- 1964: Lederstrumpf
- 1991: Hauffs Märchen
- 1970: Der gestiefelte Kater
- 1966: Die Jungens von Burg Schreckenstein
- 1958: Der abenteuerliche Simplicissimus
- 1963: Die Seefahrt nach Rio
- 1961: Der Bär und seine Brüder
- 1961: Die Feuerwehr hilft immer
- 1968: Dreimal darfst Du raten